# Катастрофа на ультрамарафоне в Ганьсу
Катастрофа на ультрамарафоне в Ганьсу — случай, произошедший 22 мая 2021 года в Китае во время забега на сверхдальнюю дистанцию по пересечённой местности, когда из-за резко ухудшившейся погоды погиб 21 участник события. Это первое происшествие крупного масштаба в Китае с 1986 года, когда произошла катастрофа на плотах по реке Янцзы, унесшая 10 жизней. По данным агентства «Синьхуа», среди погибших оказался 31-летний чемпион ультрамарафона и трехкратный победитель забега Лян Цзин. Также погиб Хуан Гуаньцзюнь, чемпион национальных Паралимпийских игр и лучший паралимпийский бегун Китая.

### Событие

Карта трассы

Ультрамарафон начался в высокогорном парке «Хуанхэ шилинь» при участии более 170 спортсменов. Дистанция в 100 км проходила по труднопроходимой местности. В полдень на участке дистанции от 20 до 31 километра, на высоте 2000 метров, ухудшилась погода: похолодало, начался ледяной дождь и ливень с градом. Многие спортсмены были одеты только в шорты и майки. Местами температура опускалась до 0 градусов.

### Спасательная операция
Марафон решили остановить. На поиски спортсменов отправили 1200 спасателей с дронами, оснащёнными тепловизорами. К утру следующего дня они нашли 151 участника забега. Из них 8 человек пострадали и были госпитализированы, а 21 человек погибли от переохлаждения.

### Реакция
Это событие вызвало шквал негатива в соцсетях. Правительство Байинь обвиняли в отсутствии планирования. На пресс-конференции 23 мая, мэр города Байинь Чжан Сючэнь извинился плохую организацию мероприятия: «Как организаторы мероприятия, мы чувствуем себя глубоко виноватыми. Мы выражаем нашу скорбь по жертвам и наши глубокие соболезнования семьям погибших и раненых». Создана специальная следственная группа для выяснения всех причин произошедшего.